# Ferro e fuoco
Ferro e fuoco (The Patent Leather Kid) è un film muto del 1927, prodotto e diretto da Alfred Santell. La sceneggiatura si basa su The Patent Leather Kid, un racconto di Rupert Hughes pubblicato a New York nel 1927 in The Patent Leather Kid and Several Others

## Trama
Patent Leather Kid è un boxer che arriva dal povero quartiere del Lower East Side, a New York. Non ama molto il suo paese e il suo disprezzo si acuisce quando entra in guerra contro la Germania e quando la sua ragazza parte per andare in Francia ad intrattenere le truppe. Kid e il suo allenatore, chiamati alle armi, partono per il fronte dove l'allenatore rimane ucciso in azione. La morte del suo amico spinge Kid a compiere atti di eroismo: il giovane resta gravemente ferito e parzialmente paralizzato. Viene curato dalla sua ragazza, diventata, intanto, infermiera militare. Insieme a lei, Kid assiste a una parata militare: la sua mano, già paralizzata. sale lentamente per fare il saluto militare ai soldati che passano e ai colori della bandiera.

## Produzione
Il film fu prodotto dalla First National Pictures.

## Distribuzione
Distribuito dalla First National Pictures, venne presentato da Richard A. Rowland in prima a New York il 15 agosto 1927 per uscire poi nelle sale statunitensi il 1º settembre.
Copia della pellicola esiste ancora in un positivo 8 mm.